# Tatyjana Arkagyjevna Csernisova
Tatyjana Arkagyjevna Csernisova, Татьяна Аркадьевна Чернышёва (Irkutszk, 1935. november 18. – 2009. március 14.) orosz irodalomtudós, tudományos-fantasztikus irodalommal foglalkozó teoretikus.

## Élete
Irkutszkban született s élt. 1953-ban nyert felvételt az Irkutszki Állami Egyetem filológia karára, tanulmányait 1958-ban fejezte be, ezután 1959 és 1961 közt a dolgozó fiatalok iskolájában, majd 1964-től ismét az Irkutszki Egyetemen dolgozott. Itt védte meg kandidátusi disszertációját 1968-ban, melynek címe Человек и естественная среда в современной научной фантастике volt. Doktori disszertációja címe Природа фантастики. Гносеологические и эстетические аспекты фантастической образности, ezt 1979-ben a Moszkvai Állami Egyetemen védte meg. E munkája a Szovjetunióban jelentős mérföldkő volt a tudományos-fantasztikus irodalom tanulmányozásában. E disszertációja alapján készített Природа фантастики című monográfiája volt az egyik legelső a szovjet irodalomkritikában, amely átfogó áttekintést adott a műfaj belső szabályairól. E művét több idegen nyelvre is lefordították. Szinte egész életét a Irkutszki Állami Egyetemen töltötte, itt tanult, tanított, vezette az orosz és a külföldi irodalom tanszékét, valamint a filológiai kar dékánja volt. 
Magyarul egyetlen elméleti írása jelent meg a Galaktika 21. számában 1976-ban A sci-fi és korunk mítoszalkotása címmel.

## Válogatott munkái
- Человек и среда в современной научной фантастике  (1969)
- Научная фантастика и современное мифотворчество (1972)
- О художественной форме утопии (1975)
- Природа фантастики. Гносеологические и эстетические аспекты фантастической образности (1979)
- "Художественная картина мира", "экологическая ниша" и научная фантастика (1986)
- Три вечные темы фантастики (1992)